# Mid Cornwall Metro
Die Mid Cornwall Metro (MCM) ist ein Infrastrukturprojekt in Cornwall, das darauf abzielt, die Bahnverbindung der Küstenregionen im Norden und Süden zu verbessern. Kern des Vorhabens sind Modernisierungen und Erweiterungen der Atlantic Coast Line Newquay–Par. Mit einem Budget von 56,8 Millionen Pfund, das größtenteils aus dem Levelling-Up-Fonds der britischen Regierung stammt, wird das Projekt von Network Rail in Zusammenarbeit mit dem Cornwall Council und Great Western Railway (GWR)  bis 2026 umgesetzt.

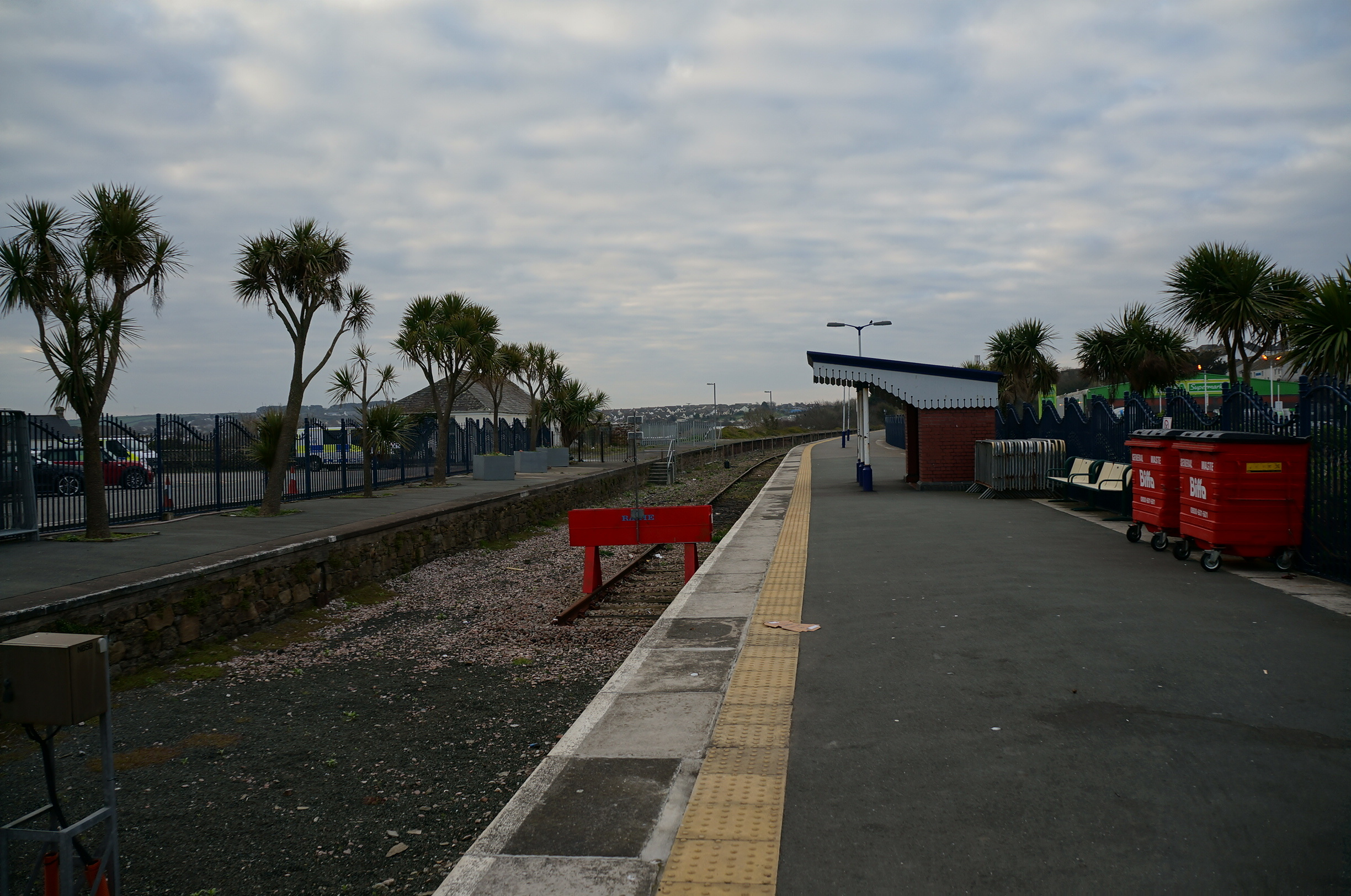
Bahnhof Newquay

## Ziel und Bedeutung
Das Hauptziel des Projekts ist es, die Zugverbindungen zwischen Newquay und Falmouth zu verbessern, indem eine durchgehende Verbindung über Par, St Austell und Truro geschaffen wird. Dies wird nicht nur die Mobilität der Einwohner verbessern, sondern auch den Tourismus fördern und die Wirtschaft der Region stärken.
Die Kosten für das Mid Cornwall Metro-Projekt werden hauptsächlich durch einen Zuschuss von 50 Millionen Pfund aus dem „Levelling Up Fund“ der britischen Regierung gedeckt. Die restlichen 5,8 Millionen Pfund stammen von Partnern wie Network Rail, Cornwall Council und Great Western Railway.

## Technische Verbesserungen
Zu den wichtigsten technischen Maßnahmen gehören die Einrichtung eines neuen Überholgleises bei Goss Moor, das erstmals seit den 1960er Jahren den gleichzeitigen Betrieb von Zügen ermöglicht. Weiterhin die Modernisierung der Signaltechnik zwischen Newquay und Goonbarrow, um die Kapazität der Strecke zu erhöhen. Ferner die Renovierung des Ponts Mill Viadukts, einer 152 Jahre alten Brücke, um die Sicherheit und Langlebigkeit der Infrastruktur zu gewährleisten.

## Zeitplan
Die erste Phase des Projekts, die eine stündliche Verbindung zwischen Newquay und Par vorsieht, soll Ende 2025 abgeschlossen sein. Die vollständige Verbindung zwischen Newquay und Falmouth wird voraussichtlich 2026 in Betrieb genommen.

## Auswirkungen auf die Region
Das Projekt wird jährlich zusätzliche Kapazitäten für 700.000 Fahrgäste zwischen Newquay und Par schaffen und die Zugfrequenz zwischen St Austell und Truro auf drei Züge pro Stunde erhöhen. Es wird erwartet, dass diese Verbesserungen die Attraktivität der Region für Investitionen und Tourismus erheblich steigern.

## Nachhaltigkeit
Neben der Verbesserung der Zugverbindungen wird das Projekt auch die Infrastruktur für Fußgänger und Radfahrer an Bahnhöfen wie Roche und Bugle verbessern. Zudem wird ein erweitertes „Tap-in, Tap-out“-System für kontaktloses Bezahlen eingeführt.